# Schneeberg (Vosges)
Pour les articles homonymes, voir Schneeberg.
Le Schneeberg désigne une montagne gréseuse du massif des Vosges, la plus septentrionale des Vosges gréseuses dépassant largement 900 mètres d'altitude. Ce sommet en fin d'une longue ligne de crête résistante à l'érosion glaciaire et post-glaciaire en grès triasique est situé dans le Grand Est dans le département du Bas-Rhin, à plus d'un kilomètre à l'est du vallon de Windsbourg formant la limite avec la Moselle. Elle culmine à 961 mètres d'altitude au Schneeberg et à 967 mètres au Baerenberg.

## Toponymie
Le nom vosgien global le plus ancien de ce sommet est la montagne du Snet[réf. souhaitée]. Le vieux dialecte alémanique d'Alsace l'a transformé en Schneeberg. Le gaulois snetho indiquerait, outre le sens de crête sommitale découpant l'espace géophysique, une césure signalée, un acte ferme de découpage, un avis impératif[réf. souhaitée]. Il s'agit d'une montagne repère qui se découpe à l'horizon des bas plateaux au sud-est de Dabo ou au sud de Saverne. Il n'est pas exclu que le Schneeberg serve dès les temps gaulois une limite territoriale reconnue[réf. souhaitée], pour ainsi dire tranchée et décidée une fois pour toutes.
La racine indo-européenne apparaît aussi dans l'allemand schneiden au sens de « couper, ciseler, trancher ». Le substantif Die Schneide désigne parfois encore la crête, le massif découpé. Il s'agit de la première montagne véritable, avec des crêtes imposantes et des vallées profondes que le voyageur du nord rencontre. Mentionnons l'étymologie populaire alsacienne invoquant la neige (Schnee) ou le verbe « neiger » (schneien).

## Géographie
Comme l'écrit le marcheur et géographe Zimmermann, le Schneeberg représente un point d'aboutissement du massif vosgien, celui de sa ligne faîtière. Ce massif englobe logiquement les hauts plateaux à l'ouest du Donon, les plateaux de la région de Dabo dépassant encore par endroits 600 mètres d'altitude et le piémont proche du Schneeberg avec la haute vallée de la Mossig et la forêt de l'Oedenwald. Mais l'au-delà nordique aux caractéristiques altimétriques différentes ressort, selon cet auteur, des Vosges savernoises et des Vosges du Nord.
La montagne peut être décrite par une sorte d'enclume renversée par terre, avec comme pied le Baerenberg à 967 mètres d'altitude et un plateau dissymétrique, étalé du Schneeberg au nord-ouest au Umwurf culminant en deux endroits à 931 mètres et à 922 mètres d'altitude au sud-est.
Le sommet du Schneeberg à deux heures de marche du village de Wangenbourg est accessible par le GR53. La table panoramique offre une vue remarquable vers les plateaux savernois et l'Alsace du Nord. La montagne domine au nord la commune de Wangenbourg-Engenthal, fusion communale organisée le 29 octobre 1974 pour rassembler les derniers 1 200 habitants. Le flanc méridional du massif domine les hautes collines en terrains volcaniques du Nideck et la vallée de la Hasel.
Situé à proximité d'autres montagnes plus élevées, le Schneeberg est le massif qui garde la neige le plus longtemps. Au cours du XIXe siècle, des traces de neige demeuraient même pendant la période estivale.

## Histoire
Le Lottelfels est l'autre nom de la « pierre branlante » au sommet du Schneeberg, pierre d'ordalie mérovingienne selon la légende. Le coupable devait faire acquiescer la grande pierre qui pouvait vaciller si l'accusé(e) s'allongeait de tout son long. Le jugement était imposé en particulier aux femmes soupçonnées d'adultère.
Avant le XIXe siècle, les sommets avec nombreux vallons formaient encore une vaste chaume bordée de pentes raides forestières. Plus au sud-est dans la vallée principale, la commune de Wangenbourg est héritière des communautés agropastorales dépendantes de l'abbaye d'Andlau. Haut et Bas Engenthal étaient sous le contrôle des comtes de Dabo, puis de Linange. Un reboisement, intensif a été opéré dès le début du XIXe siècle, le Pin de Wangenbourg, belle espèce d'arbre résineux des versants ensoleillés qui atteint une quarantaine de mètres de hauteur, en témoigne. Il s'agit d'un pin sylvestre d'origine baltique, d'abord acclimaté sous l'Empire avant 1810 en forêt de Haguenau, mais qui a ensuite servi à reboiser les chaumes que l'autorité forestière avait laissé en friche.
À la Belle Époque, Wangenbourg est devenu une station estivale, très appréciée des marcheurs allemands[réf. nécessaire].

## Dans la culture

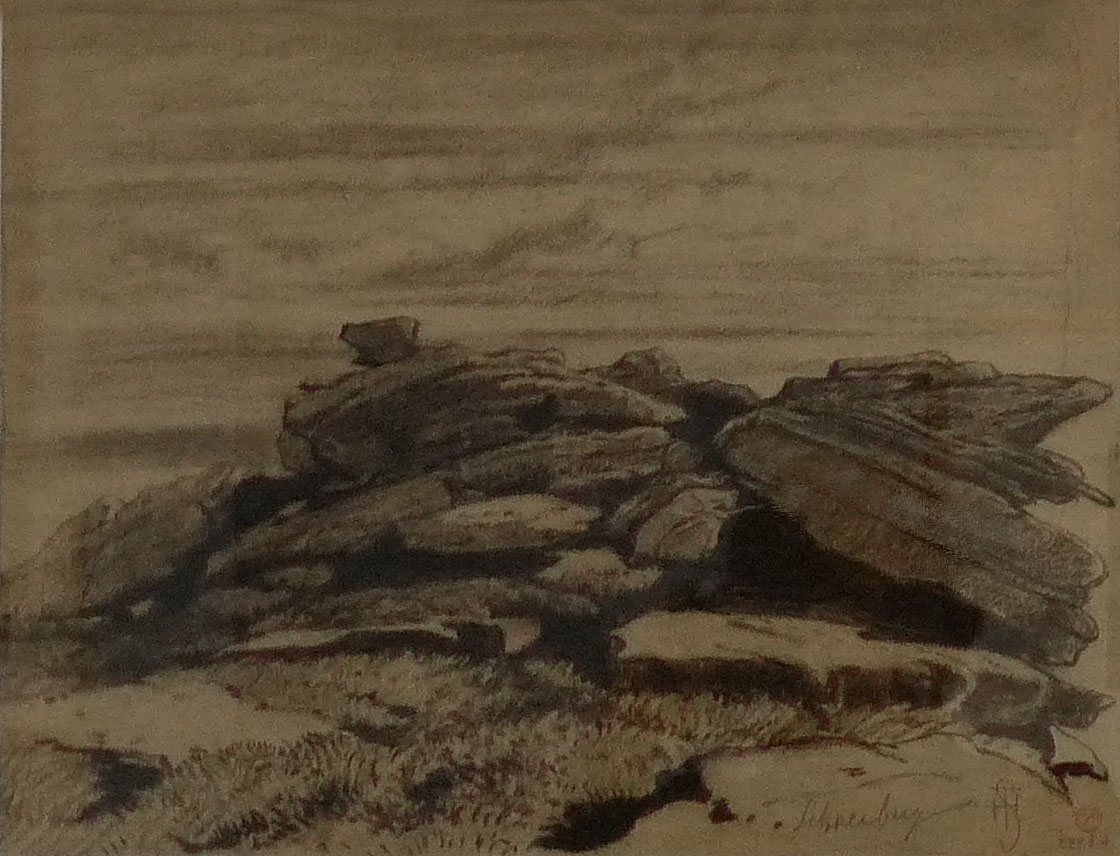
Théophile Schuler, Schneeberg.

Théophile Schuler a créé une œuvre artistique représentant le Schneeberg, mettant en scène un agencement de rochers plats disposés en strates, sur un fond de ciel nuageux, avec en premier plan une zone herbeuse.